# Phradonoma interruptum
Phradonoma interruptum là một loài bọ cánh cứng trong họ Dermestidae. Loài này được Thunberg miêu tả khoa học năm 1781.